# Yvonne Graham
Yvonne Graham (z domu Grabner, ur. 22 sierpnia 1965 w Annabergu-Buchholzu) – niemiecka lekkoatletka specjalizująca się w biegach średnio i długodystansowych. W czasie swojej kariery reprezentowała również Niemiecką Republikę Demokratyczną, występując także jako Yvonne Mai (była wówczas żoną trójskoczka Volkera Maia). W 1991 r., po ślubie z drugim mężem – płotkarzem Winthropem Grahamem, przyjęła jamajskie obywatelstwo.

## Sukcesy sportowe
- srebrna medalistka mistrzostw NRD w biegu na 1500 metrów – 1989[1]
- brązowa medalistka halowych mistrzostw NRD w biegu na 800 metrów – 1989[2]
- trzykrotna medalistka halowych mistrzostw NRD w biegu na 1500 metrów – złota (1989), srebrna (1990) oraz brązowa (1988)[3]
- brązowa medalistka mistrzostw Niemiec w biegu na 1500 metrów – 1991[4]
- srebrna medalistka halowych mistrzostw Niemiec w biegu na 1500 metrów – 1991[5]
- mistrzyni Jamajki w biegu na 1500 metrów – 1995[6]

| Rok  | Miasto    | Zawody                      | Konkurencja    | Wynik         |
| ---- | --------- | --------------------------- | -------------- | ------------- |
| 1983 | Schwechat | Mistrzostwa Europy juniorów | bieg na 1500 m | brązowy medal |
| 1989 | Haga      | Halowe mistrzostwa Europy   | bieg na 1500 m | 4. miejsce    |
| 1989 | Budapeszt | Halowe mistrzostwa świata   | bieg na 1500 m | brązowy medal |
| 1989 | Gateshead | Puchar Europy               | bieg na 1500 m | 2. miejsce    |
| 1989 | Barcelona | Puchar świata               | bieg na 1500 m | 3. miejsce    |
| 1990 | Split     | Mistrzostwa Europy          | bieg na 1500 m | 7. miejsce    |
| 1991 | Sewilla   | Halowe mistrzostwa Świata   | bieg na 1500 m | 6. miejsce    |
| 1995 | Göteborg  | Mistrzostwa świata          | bieg na 1500 m | 10. miejsce   |
| 1995 | Monako    | Finał Grand Prix IAAF       | bieg na 3000 m | 3. miejsce    |

## Rekordy życiowe
- bieg na 800 metrów – 1:58,32 – Jena 06/06/1990
- bieg na 1000 metrów – 2:32,77 – Berlin 17/08/1990
- bieg na 1500 metrów – 4:01,84 – Monako 25/07/1995 (rekord Ameryki Środkowej i Karaibów, rekord Jamajki)
- bieg na 1500 metrów (hala) –  4:06,09 – Budapeszt 04/03/1989
- bieg na milę – 4:22,97 – Zurych 15/08/1990
- bieg na 3000 metrów – 8:37,07 – Zurych 16/08/1995 (rekord Ameryki Środkowej i Karaibów, rekord Jamajki)
- bieg na 5000 metrów – 15:07,91 – Berlin 01/09/1995 (do 2019 rekord Jamajki)
- bieg na 5 kilometrów – 15:32 – Anaheim 26/03/1995 (rekord Jamajki)